# Apostolska nunciatura v Mozambiku
Apostolska nunciatura v Mozambiku je diplomatsko prestavništvo (veleposlaništvo) Svetega sedeža v Mozambiku, ki ima sedež v Maputu.
Trenutni apostolski nuncij je Antonio Arcari.

## Seznam apostolskih nuncijev
- Francesco Colasuonno (6. december 1974–7. marec 1981)
- Giacinto Berloco (15. marec 1990–17. julij 1993)
- Peter Stephan Zurbriggen (13. november 1993–13. junij 1998)
- Juliusz Janusz (26. september 1998–9. april 2003)
- George Panikulam (3. julij 2003–24. oktober 2008)
- Antonio Arcari (12. december 2008–danes)